# Christian Fischer (Politiker, 1977)
Christian Fischer (* 14. Juni 1977 in Lilienfeld, Niederösterreich) ist ein österreichischer Politiker (SPÖ). Seit 23. März 2023 ist er Mitglied des Bundesrates.

## Leben
Christian Fischer ist dreifacher Familienvater und seit Oktober 2022 Bürgermeister von St. Veit an der Gölsen.

### Ausbildung und Beruf
Nach dem Besuch von Volksschule und Hauptschule in St. Veit an der Gölsen wechselte er an die Polytechnische Schule Traisen und erlernte den Beruf Bürokaufmann.

### Politik
Christian Fischer trat der SPÖ bei, wurde Ortsparteivorsitzender der SPÖ St. Veit an der Gölsen und Bezirksparteivorsitzender der SPÖ Lilienfeld. Seit 2023 ist er Mitglied des Bundesrates und Vorsitzender des Finanzausschusses, Mitglied des Ausschusses für Land-, Forst- und Wasserwirtschaft, Umweltausschuss, Unvereinbarkeitsausschuss und im Ausschuss für Sportangelegenheiten mit und ist Bereichssprecher für Wohnen und Bauten.
Seit 26. Juni 2024 ist er Vizepräsident des Niederösterreichischen Gemeindevertreterverbandes, einem von zwei konkurrierenden Verbänden entstanden in der Zeit der sowjetischen Besatzung. Fischer war der Hauptinitiator der überparteilichen Bürgermeisterallianz gegen die Schließung von Bankfilialen der Raiffeisenbank Traisen Gölsental, welche von Bürgermeistern der SPÖ und ÖVP der Bezirke Lilienfeld und St. Pölten unterstützt wurde.
Die Allianz aus sieben Bürgermeistern setzte sich erfolgreich für den Erhalt von Bankfilialen ein, deren Schließung ursprünglich geplant war. Die Allianz, bestehend aus Bürgermeistern der SPÖ und ÖVP in den Bezirken Lilienfeld und St. Pölten, forderte in Verhandlungen mit der Raiffeisenbank Traisen Gölsental eine Lösung, um die Bargeldversorgung in ihren Gemeinden zu sichern. Nach intensiven Verhandlungen wurde eine Einigung erzielt, bei der die Raiffeisenbank die Kosten für die Bankomaten übernimmt und damit die Bargeldversorgung für die nächsten fünf Jahre sicherstellt.
Im Juni 2025 setzte er sich bei der Wahl zum SPÖ-Fraktionchef im Bundesrat gegen Christoph Matznetter durch. Er folgte in dieser Funktion Korinna Schumann nach, die im März 2025 Ministerin in der Bundesregierung Stocker wurde.